# Sankt Anton am Arlberg
St. Anton am Arlberg é um município da Áustria, situado no distrito de Landeck, no estado do Tirol. Tem 165,69 km² de área e sua população em 2019 foi estimada em 2.358 habitantes.